# Aant Elzinga
Aant Hindricx Elzinga, född 22 november 1937 i Bolsward, Nederländerna, är en nederländsk-svensk vetenskapsteoretiker. Han är professor emeritus i vetenskapsteori vid Göteborgs universitet. 
1948 flyttade Elzinga till Kanada och senare till Sverige 1967. Till hans tidiga forskning hör Tradition och revolution, en historiematerialistisk framställning av idé- och kulturhistorien, skriven 1968 tillsammans med Ronny Ambjörnsson och Anna Törngren. Elzinga disputerade 1971 på avhandlingen On a Research Program in Early Modern Physics om Christiaan Huygens forskningsteori, och blev 1972 docent vid Göteborgs universitet. 1986 blev han professor i vetenskapsteori vid samma institution; en post som han behöll till pensioneringen 2002. Elzinga fördjupade den empiriska (dvs. sociologiska) inriktning som vetenskapsteorin sedan tidigare haft vid Göteborgs universitet.
Elzinga har huvudsakligen ägnat sig åt fysikens teori och forskningspolitiska frågor. Till hans forskningspolitiska arbeten hör The University Research System (1985). Senare har Elzinga även intresserat sig för klimatforskning, forskning om Antarktis, internationalism och anslagspolitiska problem; dessa frågor behandlas bl.a. i Anslagspolitik för en uthållig kunskapsutveckling (1995) och Climate as Research and Politics (1998).
Sedan 1987 är Elzinga ledamot av Kungliga Vetenskaps- och Vitterhetssamhället i Göteborg.